# Daniil Sulímov
Daniil Yegórovich Sulímov (en ruso: Дании́л Его́рович Сули́мов; Miniar, 2 de enero de 1891-Cementerio Dónskoye, Moscú, 27 de noviembre de 1937) fue un estadista y líder soviético. Fue presidente del Consejo de Comisarios del Pueblo de la República Socialista Federativa Soviética de Rusia entre 1930 y 1937.

## Biografía
Nació en una familia numerosa (tres hermanos y cuatro hermanas) de un trabajador de una laminadora en el pueblo de la Planta Metalúrgica de Miniar (actualmente la ciudad de Miniar, óblast de Cheliábinsk). En 1905 inició su carrera como trabajador. En el mismo año se unió al POSDR(b) y dos años más tarde era convirtió en miembro del Comité de Miniar del partido. Fue arrestado varias veces. Durante la Primera Guerra Mundial en 1915, fue movilizado en el ejército, donde dirigió la agitación revolucionaria entre los soldados en las ciudades de Ufá y Glázov.
Después de la revolución de Febrero de 1917 y de la revolución de Octubre trabajó en la dirección de la economía del soviet y el partidista. En mayo de 1918 fue elegido miembro del presídium de la junta regional de fábricas de los Urales y, en noviembre-diciembre de 1918, presidente del comité ejecutivo del ayuntamiento de Perm. En 1918-1919, fue miembro de la junta directiva del Departamento de Minería y Metalurgia del Consejo Económico Supremo de la RSFS de Rusia.
En 1919 fue miembro del Sovnarjoz de Samara, jefe adjunto del departamento político del 5.º Ejército, en septiembre-octubre, presidente de la oficina organizativa provincial del PCR(b) de Cheliábinsk y más tarde presidente del sovnarjoz del óblast de Cheliábinsk.
En 1919-1920 fue presidente del Comité Provincial del PCR(b) de Cheliábinsk. Entre 1920 y 1922 ejerció como presidente de la junta de fábricas de los Urales del Sur, presidente de la Oficina Industrial de los Urales, miembro de la Oficina de los Urales del Consejo Central Sindical, miembro de la Oficina de los Urales del Comité Central del PCR(b), presidente de la Conferencia Económica de los Urales.
En el periodo de 1923 a 1926 desarrolló funciones de presidente del Comité Ejecutivo Regional de los Urales, en 1926-1927, primer secretario del Comité Regional de los Urales del VKP(b).
Entre 1927 y 1930 fue 1.er Comisario Popular Adjunto de Ferrocarriles de la URSS. Entre 1930 y 1937 fue presidente del Consejo de Comisarios del Pueblo de la RSFS de Rusia.
Fue candidato a miembro del Comité Central del Partido Comunista de la Unión Soviética entre 1921 y 1923 y miembro entre 1923 y 1937. Miembro del Buró Organizativo del Comité Central del PCUS de 1927 a junio de 1930.

### Arresto y ejecución
En el pleno de junio del Comité Central del Partido Comunista (23-29 de junio de 1937), Viacheslav Mólotov acusó a Sulímov de deslealtad política y de sospechas sobre sus conexiones con conocidos "enemigos del pueblo". Anteriormente, el 21 de mayo de 1937, el segundo de Sulímov, Turar Riskúlov, fue arrestado acusado de panturquismo. El 30 de agosto del mismo año el secretario de Sulímov, Borís Aleksándrovich Ivánov, fue asimismo arrestado, su cargo oficial era el de jefe de la Secretaría del Presidente del Consejo de Comisarios del Pueblo de la RSFS de Rusia. Por resolución del pleno, Sulímov fue destituido del Comité Central del Partido Comunista.
Detenido el 27 de junio de 1937 mientras estaba de servicio, durante el pleno de junio del Comité Central del Partido Comunista. El 1 de agosto de 1937 fue expulsado del Comité Ejecutivo Central. Fue acusado de “sabotaje a la economía nacional, espionaje y participación en una organización terrorista de derecha antisoviética”. El nombre de Sulímov estaba incluido en la lista de ejecuciones firmada porStalin el 1 de noviembre de 1937 (n.º 21 en la lista de 45 personas, bajo el título “Exmiembros y candidatos del Comité Central del Partido Comunista de Toda la Unión (Bolchevique)"). El 27 de noviembre de 1937 el veredicto fue pronunciado por el Colegio Militar del Tribunal Supremo de la URSS y ejecutado el mismo día. Está enterrado en el cementerio Dónskoye, tumba número 1.
El 17 de marzo de 1956 fue rehabilitado póstumamente por sentencia del Colegio Militar del Tribunal Supremo de la URSS.

### Familia
Su mujer era Yelena Nikoláyevna Sulímova (Bogoraz), nacida en 1894. Se graduó en un gimnasio para mujeres y realizó cursos en la Academia Médico-Quirúrgica de Petrogrado. En Moscú trabajó como jefa del departamento sanitario del Ferrocarril Circular de Moscú. Fue detenida en noviembre de 1937, condenada por actividades contrarrevolucionarias durante 25 años y exiliada a Magadán. Trabajó en campos durante 19 años. Fue rehabilitada en 1956 y murió en Moscú en 1978, a la edad de 84 años.
Su hijo Vladímir (Moscú, 1924-óblast de Smolensk, 9 de marzo de 1943). Durante dos años estuvo en una colonia infantil, como hijo de un enemigo del pueblo, luego vivió con una hermana de su padre, Ana Yegórovna, en Moscú. En 1942, cuando Vladímir cumplió 18 años, se ofreció como voluntario para el Ejército Rojo. Fue sargento, comandante de la división 965, murió cerca de Smolensk.
Su dirección en Moscú entre 1931 y 1937 era bulevar Novinski, d. 31, korp. 1, kv. 45, el edificio Narkomfin.

## Premios
- En homenaje a su persona, la ciudad Cherkesk se llamó Sulímov entre 1934 y 1937.[6]
- Nombres de calles en Yekaterimburgo, Cheliábinsk, Miniar o Glázov.
- En la calle Gorskogo n.º 99 de Miniar hay una placa conmemorativa en la casa donde vivió.
- En 2022 en el cementerio Dónskoye de Moscú se inauguró un cartel conmemorativo en la tumba n.º 1.